# Kilbourne (Luisiana)
Kilbourne é uma vila localizada no estado americano de Luisiana, na Paróquia de West Carroll.

## Demografia
Segundo o censo americano de 2000, a sua população era de 436 habitantes.
Em 2006, foi estimada uma população de 415, um decréscimo de 21 (-4.8%).

## Geografia
De acordo com o United States Census Bureau tem uma área de
3,5 km², dos quais 3,5 km² cobertos por terra e 0,0 km² cobertos por água. Kilbourne localiza-se a aproximadamente 35 m acima do nível do mar.

## Localidades na vizinhança
O diagrama seguinte representa as localidades num raio de 28 km ao redor de Kilbourne.